# فرودگاه ارکدیا–بینویل پاریسه
فرودگاه ارکدیا-بینویل پاریسه (به انگلیسی: Arcadia-Bienville Parish Airport) یک فرودگاه همگانی بهره‌برداری هوایی است که یک باند فرود آسفالت دارد و طول باند آن ۹۱۴ متر است. این فرودگاه در کشور ایالات متحده آمریکا قرار دارد و در ارتفاع ۱۳۴ متری از سطح دریا واقع شده‌است.